# Presa de Sant Maurici
La presa de Sant Maurici (a vegades mal anomenat pantà de Sant Maurici) és una presa de gravetat que amplia l'Estany de Sant Maurici per aprofitar millor la seva capacitat convertint-lo en un embassament del qual neix el riu Escrita (conca del riu Noguera Pallaresa). Està situat al municipi d'Espot a la comarca del Pallars Sobirà.
L'estany de Sant Maurici és un antic llac glacial engrandit, amb aquesta presa, situat dins el Parc Nacional d'Aigüestortes i Estany de Sant Maurici. És a 1.910 msnm, al fons d'un circ d'origen glacial dels que integren la regió lacustre dels Encantats. Rep les aigües dels rius i torrents de Ratera, del Portarró i de Subenuix, mentre que el seu emissari, el riu Escrita. L'estany amida uns 1.100 m de llarg per uns 200 d'ample, amb un volum d'aigua d'uns 2,3 hm³, gràcies la presa construïda per augmentar la seva capacitat.
En surt un canal de 6,2 km de llarg que aporta l'aigua a un dipòsit regulador; d'allà una canonada d'1,25 km de llarg la condueix a la Central hidroelèctrica de Sant Maurici (juntament amb l'aigua de la central de Lladres), situada vora Espot de Dalt, a la riba dreta del riu Escrita. El salt des de l'estany és de 579 m., la potència instal·lada de 15.543 kW i la producció de 35,9 a 54 MWh.
Els responsables d'obrir i tancar les comportes de la presa s'allotjaven en un edifici proper, fins que el servei s'automatitzà el 1974 . A partir d'aleshores, l'edifici es convertí en el refugi Ernest Mallafré.